# Иродиане
Иродиа́не (греч. Ἡρῳδιανοί) — приверженцы Ирода и его династии; упоминаемая в евангелиях партия, враждебно относившаяся к Иисусу Христу (Мк. 3:6, Мк. 12:13, Мф. 22:16; возможно также Мк. 8:15).
Судя по её действиям, можно думать, что к ней принадлежали приверженцы ненавистного иудеям Иродова дома, сторонники политической зависимости от Рима. Именно они предлагали Христу коварный вопрос: можно ли платить дань кесарю? Христос предостерегал своих учеников от иродиан наравне с фарисеями и саддукеями.
В перечне 80-ти христианских ересей «Панарионе» (ок. 378 года) иродиане на 20-м месте и последние среди семи иудейских еретических, с точки зрения христианства, сект.